# Neyland Stadium
El Neyland Stadium es un estadio de fútbol americano situado en la ciudad de Knoxville, Tennessee. Es el estadio que utiliza el equipo de los Volunteers de la Universidad de Tennnessee. Es el estadio más grande del sur de los Estados Unidos, y el tercero mayor del país. Después de 79 años, y 16 proyectos de expansión, su capacidad oficial en la actualidad es de 102 455 espectadores.

## Historia
La construcción del estadio comenzó en 1919. el presidente del Knoxville's City National Bank puso el capital inicial para dotar a la ciudad de un gran estadio deportivo. fue inaugurado en 1921, y recibió el nombre de Shields-Watkins Stadium, en honor del donante y de su esposa.
Su nombre actual se debe al impulsor del fútbol americano en la Universidad de Tennnessee entre 1926 y 1952, el General Robert Neyland, que entrenó a los Vols durante esa época.

## Récords
- La revista Sporting News lo consideró, en el año 2001, como el mejor estadio universitario del país.
- La Universidad de Tennessee tiene el récord de promedio de asistencia con 107 595 espectadores en 2000
- La mayor asistencia al estadio se produjo el 18 de septiembre de 2004, cuando 109 061 personas acudieron a ver el partido entre los Volunteers y los Gators de Universidad de Florida. Tennessee ganó 30-28.

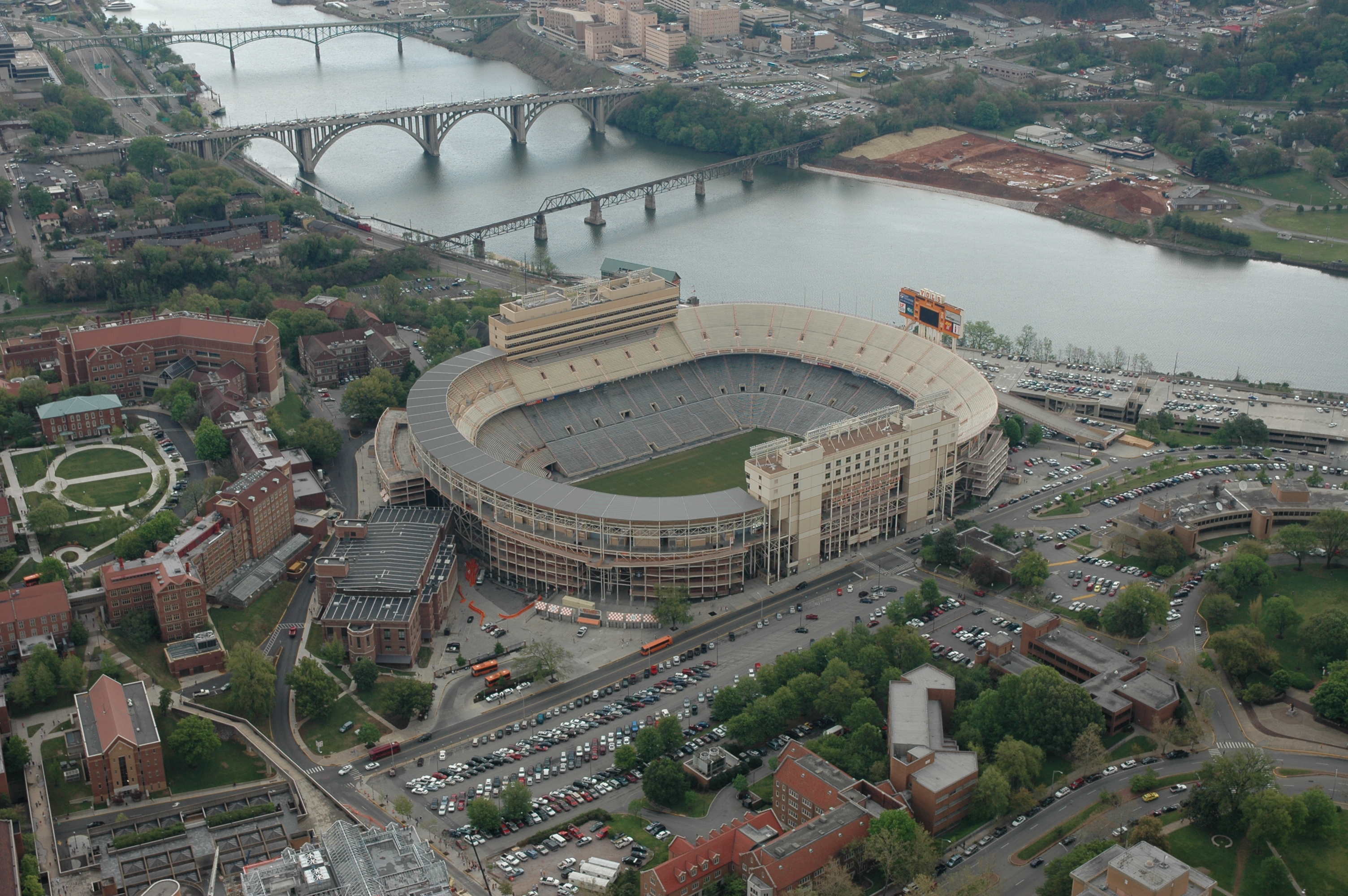
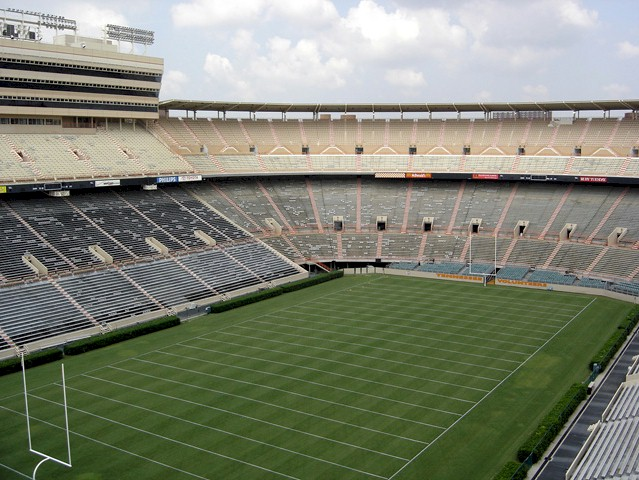
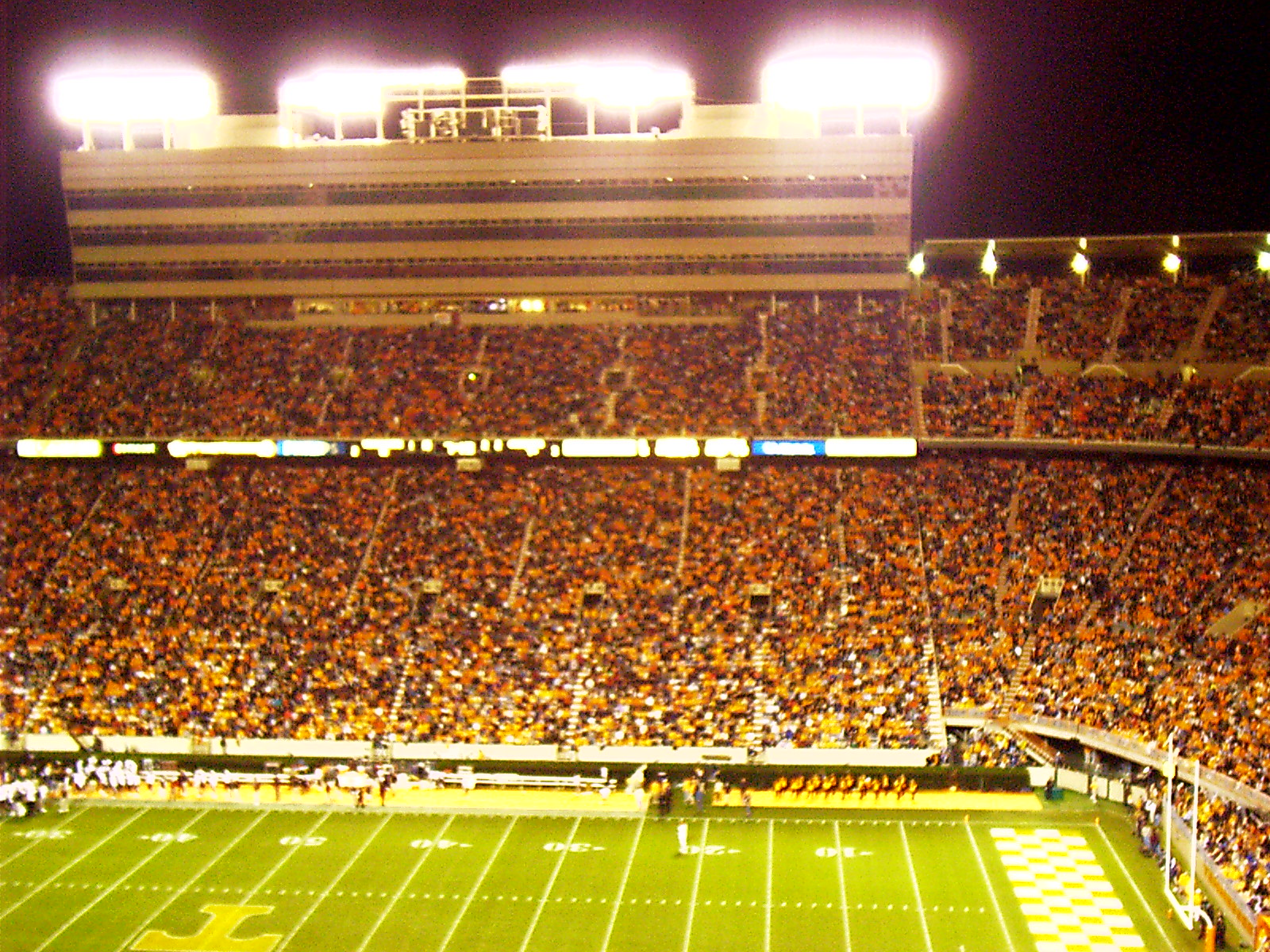

## Futuro
Se prevé que el FC Cincinnati juegue en el Neyland Stadium hasta que se remodele el Nippert Stadium,en el que jugarán en 2019,el año del debut,luego en la siguiente jugarán en el Neyland Stadium una temporada y en la temporada 2020-2021,volverán al Nippert Stadium ya remodelado.